# Michal Sadílek
Michal Sadílek (* 31. Mai 1999 in Uherské Hradiště) ist ein tschechischer Fußballspieler, der aktuell bei Slavia Prag unter Vertrag steht. Der Mittelfeldspieler ist tschechischer Nationalspieler.

## Karriere

### Verein
Sadílek begann beim 1. FC Slovácko mit dem Fußballspielen. Im September 2015 schloss er sich der Nachwuchsabteilung der PSV Eindhoven an, nachdem er zuvor auch Probetrainings bei Juventus Turin und Feyenoord Rotterdam absolviert hatte. Zur Saison 2016/17 wurde er in die Reservemannschaft befördert, war jedoch vorerst noch in der U19-Mannschaft aktiv. Sein Debüt in der zweithöchsten niederländischen Spielklasse gab er am 4. November 2016 bei der 0:1-Auswärtsniederlage gegen Helmond Sport. Dieser Einsatz blieb sein einziger in dieser Spielzeit, während er 34 Pflichtspiele für die U19 absolvierte. Auch in der nächsten Saison 2017/18 kam er nur zu zwei Einsätzen als Einwechselspieler für die Reserve.
Nach guten Leistungen in der UEFA Youth League 2018/19 für die U19 und für Jong PSV in der Keuken Kampioen Divisie 2018/19, wurde er von Trainer Mark van Bommel auch erstmals für Spieltagskader der ersten Mannschaft berücksichtigt. Sein erstes Spiel für van Bommels Mannschaft bestritt er am 26. September beim 4:0-Auswärtssieg im KNVB-Pokal gegen Excelsior Maassluis. Am 7. Dezember 2018 (15. Spieltag) gab er beim 6:0-Heimsieg gegen Excelsior Rotterdam sein Debüt in der Eredivisie, als er in der 78. Spielminute für Jorrit Hendrix eingewechselt wurde. Bereits in seinem zweiten Einsatz am 22. Dezember (17. Spieltag) beim 3:1-Heimsieg gegen AZ Alkmaar traf er erstmals. Zum Saisonende drang er in die Startformation vor. Insgesamt kam er in dieser Saison zu elf Einsätzen in der Liga, in denen er ein Tor erzielen konnte. Aufgrund von Verletzungen und der verkürzten Ligameisterschaft bestritt Sadílek in der folgenden Saison 2019/20 nur 14 Ligaspiele, in denen ihm ein Tor und zwei Vorlagen gelangen.
Am 5. Oktober 2020 wurde er für die gesamte Saison 2020/21 an den tschechischen Erstligisten Slovan Liberec ausgeliehen.
2021 wechselte er zum FC Twente Enschede. Im Sommer 2025 kehrte er nach Tschechien zurück und unterzeichnete einen Vertrag bei Slavia Prag.

### Nationalmannschaft
Sadílek repräsentierte sein Heimatland erstmals in der U16, für die er im Mai 2014 zu fünf Einsätzen kam. Danach spielte er für die U17-Auswahl, mit der er an der U17-Europameisterschaft 2015 in Bulgarien teilnahm. Zwischen den Jahren 2014 und 2016 spielte er 30-mal für die U17 und traf in diesen neunmal. Im Juni nahm er mit U18 an einem Turnier in Portugal teil, wo er in drei Spielen ein Tor erzielen konnte.
Seit September 2016 spielte er dann für die tschechische U19-Nationalmannschaft und nahm mit dieser an der U19-Europameisterschaft 2017 in Georgien teil. Bis März 2018 kam er auf 29 Einsätze, in denen er vier Treffer sammeln konnte. Zwischen September und Oktober 2018 kam er zu fünf Einsätzen in der U20.
Von März 2019 bis März 2021 spielte er 14 Mal für die U21. Im Juni 2021 debütierte er im A-Nationalteam. Bei der Europameisterschaft 2021 stand er im tschechischen Aufgebot, das im Viertelfinale gegen Dänemark ausschied. Bei der Europameisterschaft 2024 stand er ebenfalls im tschechischen Aufgebot, schied jedoch ein paar Tage vor Turnierbeginn aufgrund einer Verletzung aus.